# 儀峨徹二
儀峨 徹二（ぎが てつじ、1885年（明治18年）4月29日 - 1965年（昭和40年）1月27日）は、日本陸軍の軍人。最終階級は陸軍中将。

## 経歴
福井県出身。儀峨秀霊の二男として生まれる。小浜中学卒業を経て、1907年（明治40年）5月、陸軍士官学校（19期）を卒業。同年12月、歩兵少尉に任官し歩兵第20連隊付となる。歩兵第67連隊付などを経て、1914年（大正3年）11月、陸軍大学校（26期）を卒業した。
1915年（大正4年）8月、参謀本部付勤務となり、1917年（大正6年）3月、陸軍委託学生として東京外国語学校専修科（英語）を修了。その後、参謀本部付、参謀本部員、陸軍省軍務局課員、陸軍航空部員を歴任。1922年（大正11年）8月、歩兵少佐に昇進。同年11月、国際連盟空軍代表随員となり、1924年（大正13年）9月に帰国し陸軍航空部員に就任。1925年（大正14年）5月、兵科を航空兵科に転じ航空兵少佐となり、飛行第7連隊副官に発令。1925年（大正14年）7月、参謀本部員に転じ、1926年（大正15年）8月、航空兵中佐に進級。同年12月、飛行第4連隊大隊長に就任し、下志津陸軍飛行学校教官、明野陸軍飛行学校教官を歴任。1930年（昭和5年）8月、航空兵大佐に昇進。1931年（昭和6年）1月、参謀本部付（タイ駐在）となり、飛行第1連隊長、明野飛行学校幹事を歴任。1935年（昭和10年）8月、陸軍少将に進級し所沢陸軍飛行学校付に発令。
1935年12月、熊谷陸軍飛行学校長に就任し、第1飛行団長に転じ日中戦争に出征。1938年（昭和13年）3月、下志津飛行学校長となり、同年7月、陸軍中将に進んだ。同年11月、第2飛行集団長に就任し満州に赴任。次いで浜松陸軍飛行学校長を務め、1941年（昭和16年）10月、予備役編入となった。
1943年（昭和18年）4月、翼壮福井団長に就任。1945年（昭和20年）3月、召集され福井地区司令官となり終戦を迎えた。1945年10月に召集解除された。
1947年（昭和22年）11月28日、公職追放仮指定を受けた。

## 親族
- 兄 儀峨璋助（海軍少尉、戦死）
- 弟 儀峨辰三（陸軍航空兵中尉、墜死）